# Bandera de Alagoas
La bandera de Alagoas es uno de los símbolos oficiales del estado de Alagoas, Brasil. Fue creada por la Ley Estatal Nº 2628 del 23 de septiembre de 1963. El escudo simboliza a las primeras ciudades de Alagoas: Porto Calvo y Penedo, así como su riqueza agrícola: la caña de azúcar y el algodón. Los colores de las bandas (rojo, blanco y azul), elegidos por estar presente en el escudo de armas del estado, recuerdan a la tricolor francesa, símbolo de los ideales de la Revolución Francesa: libertad, igualdad y fraternidad.
Los escudos representativos de las tres primeras villas fundadas en el Estado, los municipios de Alagoas (ahora Marechal Deodoro), Porto Calvo y Penedo, también tienen un significado histórico, geográfico y cultural similar.
Los tres salmones, representan las principales y más grandes lagunas de la entonces población: la laguna Mundaú o del Norte, la laguna Manguaba o del Sur, y la laguna Jequiá que está más alejada el sur, cerca de la localidad de la Barra de São Miguel. También representan una de las mayores riquezas de la región: la pesca. Los ramos verdes representan otras fuentes primarias de la riqueza del estado: los cultivos de coco (Cocus nucifera) y caña de azúcar.
La estrella de plata de cinco puntas puesta en la parte superior del escudo hace referencia a una de las estrellas que se encuentran en el escudo y la bandera del Brasil. Su significado simbólico se refiere al himno de Alagoas, que demuestra el estado como una "estrella brillante que brilla por las mañanas sonrientes...", y también significa que Alagoas es una de las unidades de la federación brasileña.

Bandera no oficial de la provincia de Alagoas
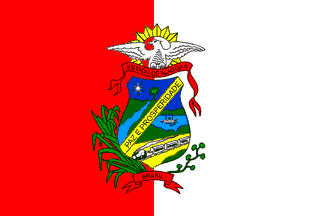
Antigua bandera del estado de Alagoas (1894-1963)